# Čeľadince
Čeľadince jsou obec na Slovensku, v okrese Topoľčany v Nitranském kraji. Žije tady 514 obyvatel V roce 2011 zde žilo 444 obyvatel.

## Geografie

### Poloha
Obec leží v jihovýchodní části Nitranské pahorkatiny na severozápadním úbočí pohoří Tríbeč, v údolí na levé straně řeky Nitry, asi sedm kilometrů od Topoľčan. Převážně odlesněné území má nadmořskou výšku v rozmezí 156 až 268 m, střed obce je ve výšce 165 m n. m.. Území je tvořeno třetihorními usazeninami, které jsou kryté údolními usazeninami a spraší. Do okraje východní části katastru obce zasahuje CHKO Ponitří.

### Využití půdy
Celková rozloha obce je 3,25358 km², z toho v roce 2020 připadalo 82 % na zemědělskou půdu. Celkové využití půdy: 74 % orná půda, 4 % zahrady, 4 % travnaté plochy. V roce 2023 z celkové výměra připadalo 265,20 ha na zemědělskou půdu, z toho 240,47 ha byla orná půda, 12,14 zahrady a 12,60 ha tvořily travnaté plochy. Z nezemědělské půdy 8,0 ha byly lesy, 14,69 ha tvořila vodní plocha a 30,19 ha byla zastavěná plocha.

### Sousední obce
Obec sousedí:
|           | Nitrianska Streda |
| Chrabrany |                   |
|           | Kovarce           |

### Doprava
Obcí prochází silnice II/593.

## Historie
V soupisu zoborského panství je v roce 1113 obec uváděná jako Sulad. Další zmínka pochází z roku 1278, kde je uváděná jako Chalad, v roce 1773 Czeladincze, maďarsky Családka. V roce 1178 se stal součástí nitranského hradního panství, v roce 1274 patřil rodům Családyů a později Zerdahelyů a Odeschalchiů. V 16. a 17. století jsou uváděny vinice. V letech 1720–1840 byla spojena s obcí Nitranská Streda, kdy měli společného rychtáře. V roce 1715 měla obec 17 domácností, v roce 1787 žilo 244 obyvatel v 35 domech a v roce 1828 bylo v 35 domech 242 obyvatel. Hlavní obživou bylo zemědělství. Po roce 1848 se začala pěstovat cukrová řepa pro cukrovar rodiny Stummerů. Do Trianonské dohody patřila Uherskému království a v letech 1938–1945 byla připojena k Maďarsku. V roce 1960 obec měla být spojená s Nitranskou Stredou, k tomuto spojení došlo v roce 1975. V roce 1990 se obec osamostatnila.
V obci stojí zvonice se zvonem z roku 1878.

## Znak
Blason: v modrém štítu na stříbrném pažitu dvě zlatá srdce, ze kterých vrůstají po dvou stříbrných růží na zlatých stoncích, stonky vnitřních růží jsou překřížené.
Znak byl obci udělen v rove 1994 a vychází z historické pečeti.